# Тахкоярви
Тахкоярви — озеро на территории Ребольского сельского поселения Муезерского района Республики Карелия.

## Общие сведения
Площадь озера — 1 км², площадь бассейна — 15,5 км². Располагается на высоте 193,8 метров над уровнем моря.
Форма озера продолговатая, немного вытянуто с севера на юг. Берега озера изрезанные, каменисто-песчаные, местами заболоченные.
С юго-западной стороны в озеро впадает безымянный ручей, вытекающий из озера Чураниярви.
С северо-восточной стороны озера вытекает ручей Такхолампи, впадающий в озеро Лагно, откуда вытекает река Лагноярви, впадающая в озеро Мяндуярви.
В озере расположен один небольшой безымянный остров.
Населённые пункты возле озера отсутствуют. Ближайший — деревня Колвасозеро — расположен в двадцати километрах к северо-востоку от озера.
Озеро расположено в 6,5 км от Российско-финляндской границы.
Код водного объекта в государственном водном реестре — 01050000111102000011004.